# صالح‌آباد (دماوند)
صالح‌آباد روستایی در دهستان جمع آبرود بخش مرکزی شهرستان دماوند استان تهران ایران است.

## جمعیت
بر پایه سرشماری عمومی نفوس و مسکن در سال ۱۳۹۵ جمعیت این مکان این روستا بدون جمعیت بوده‌است.